# Pristimantis carranguerorum
Pristimantis carranguerorum é uma espécie de anfíbio da família Strabomantidae. 
É endémica da Colômbia. 
Os seus habitats naturais são: regiões subtropicais ou tropicais húmidas de alta altitude e rios. Está ameaçada por perda de habitat.

## Descrição
Os espécimes têm dorso marrom com marcações mais escuras, incluindo labial marrom escuro e barras em membros oblíquos, assim como uma faixa supratimpânica.